# Ризька об'їзна дорога
Ризька об’їзна дорога (латис. Rīgas apvedceļš) — об’їзна дорога Риги, яка складається з двох доріг — Балтезерс — Саулкалне (A4) і Саласпілс — Бабіте (A5). Загальна протяжність об'їзної дороги становить 60,7 км, 20,4 км А4 і 40,3 км A5 відповідно. Обидві ділянки Ризької об'їзної дороги були побудовані в період з 1964 по 1980 рік.
Ризька об'їзна дорога є однією з найбільш інтенсивних ділянок транспорту в Латвії.

## Перетин доріг
- A2 (Бергі);
- P2 (Упесцімес);
- P4 (Лічі);
- P5 (Бунчі);
- A6 (Саулкалне);
- P90 (Пулкарне);
- A7 (Кекава);
- A8 (Берзпілс)
- P132 (Яунмарпе);
- A9 (Скулте);
- A10 (Бабіте).

## Проект реконструкції об'їзної дороги

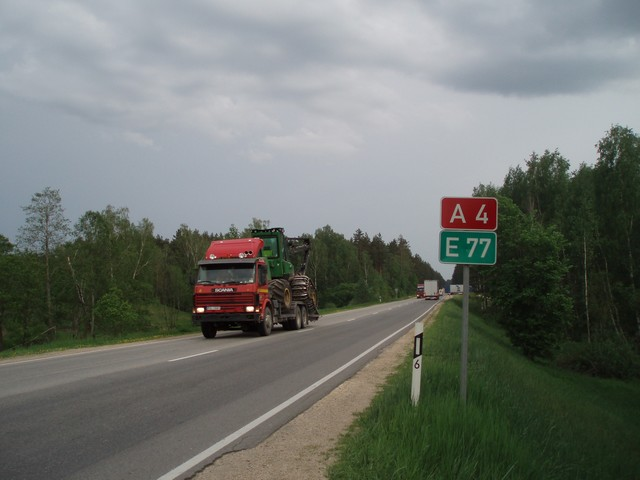
Ризька об’їзна дорога в Ропазькому кра́ї

2020-2040 роки Національна стратегія розвитку доріг Латвії на 2010 рік передбачає, що пріоритетним напрямком розвитку 1-го етапу є реконструкція Ризької об’їзної дороги, в рамках якої планується реалізація наступних проектів:
1. Реконструкція ділянки А4 Балтезерс – Саулкалне протяжністю 20,5 км (найраніша дата початку будівництва 2025 р., тривалість будівельних робіт 2-3 роки)
2. Реконструкція ділянки A5 від автомагістралі A10 до об’їзної дороги Кекава протяжністю 26,5 км (найраніша дата початку будівництва 2026 р., тривалість будівельних робіт 2-3 роки)
3. будівництво комбінованого автомобільного та залізничного мосту через Даугаву та пов’язаної з ним дорожньої інфраструктури (початок будівництва 2023 р.)
4. Будівництво ділянки A5 від нового мосту через Даугаву до розв’язки об’їзної дороги Кекава протяжністю 12,0 км. [1]

## Дивись також
- Основні магістралі Латвії
- Рига